# Barran
Barran is een gemeente in het Franse departement Gers (regio Occitanie) en telt 671 inwoners (1999). De plaats maakt deel uit van het arrondissement Auch.

## Geschiedenis
Barran is gesticht als bastide in 1279 op de plaats waar eerder al een nederzetting was ontstaan rond de kerk Saint-Jean-Baptiste. Deze bastide werd gesticht door graaf Géraud van Fezensac en zijn broer Amanieu, aartsbisschop van Auch. Zo ontstond een recht stratenplan dat geënt werd op het onregelmatige stratenplan van de oudere nederzetting in het noordwesten van de nieuwe bastide. Door de demografische crisis van de 14e en 15e eeuw werd een deel van de oorspronkelijk geplande stad in het zuiden opgegeven. Zo ontstond een ommuurde stad met een gracht eromheen van 250 m op 500 m. In de stadsmuur waren vijf poorten: Porte de Montgaillard, Porte de Lias, Porte de Condom, Porte d'Auch en Porte de l'Isle(-de-Noé).
Het Kasteel van Mazères ligt in de gemeente. Dat was vroeger de zomerresidentie van de aartsbisschoppen van Auch. Het oudere kasteel kreeg zijn uiterlijk in de 15e en de 18e eeuw.
Tijdens de Hugenotenoorlogen, in 1569,  leed de stad zware schade door de protestantse troepen van Gabriel I van Montgommery.
In 1900 telde de gemeente nog ongeveer 1.800 inwoners.

## Geografie
De oppervlakte van Barran bedraagt 51,5 km², de bevolkingsdichtheid is 13,0 inwoners per km².
De Baïse, de Auloue en de Petit-Rhône stromen door de gemeente. Deze ligt aan de D943 tussen Pau en Auch, op 15 km van die laatste stad.
De onderstaande kaart toont de ligging van Barran met de belangrijkste infrastructuur en aangrenzende gemeenten.

## Demografie
Onderstaande figuur toont het verloop van het inwonertal (bron: INSEE-tellingen).

## Afbeeldingen

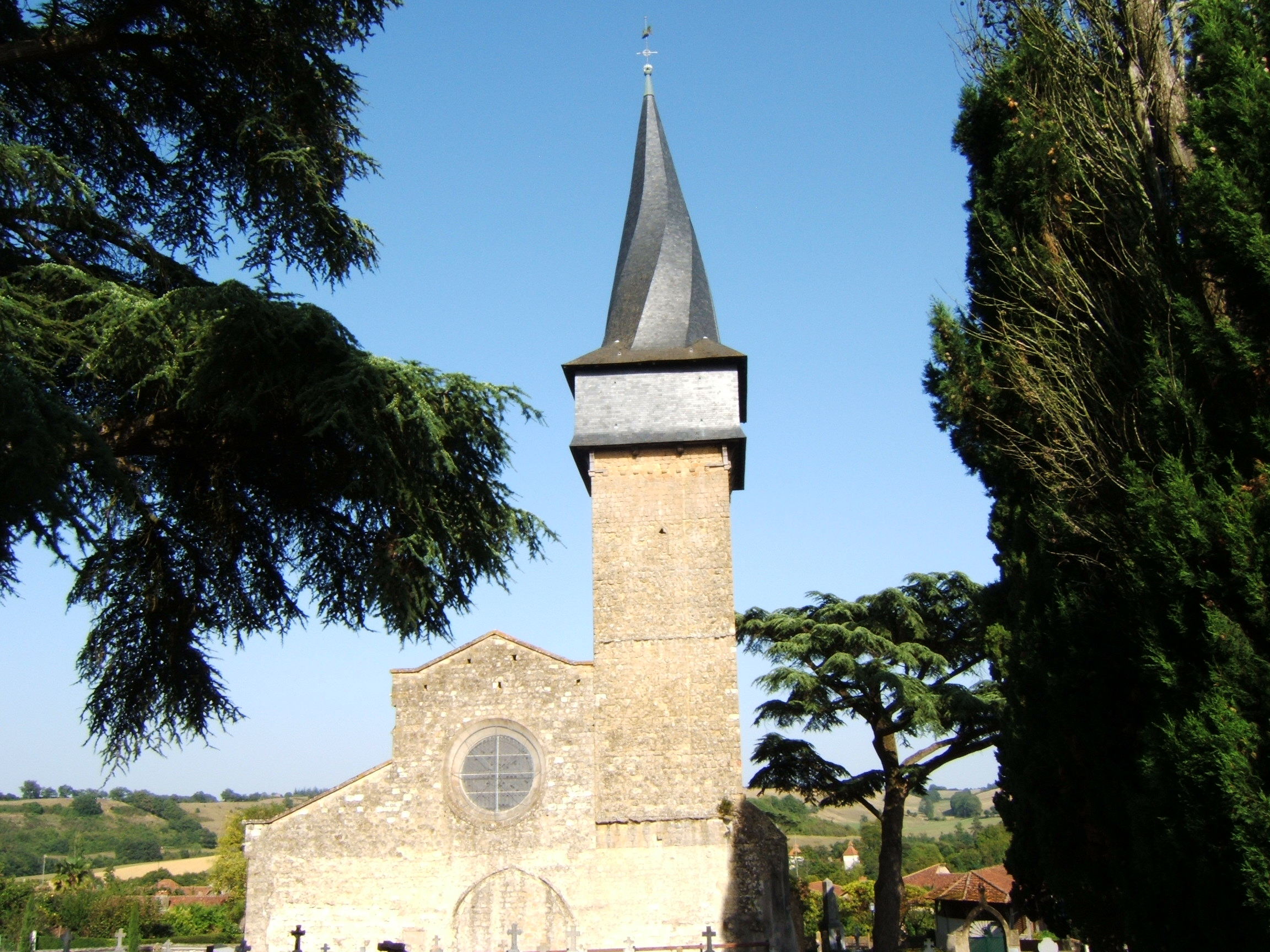
De gedraaide toren van kerk Saint-Jean-Baptiste
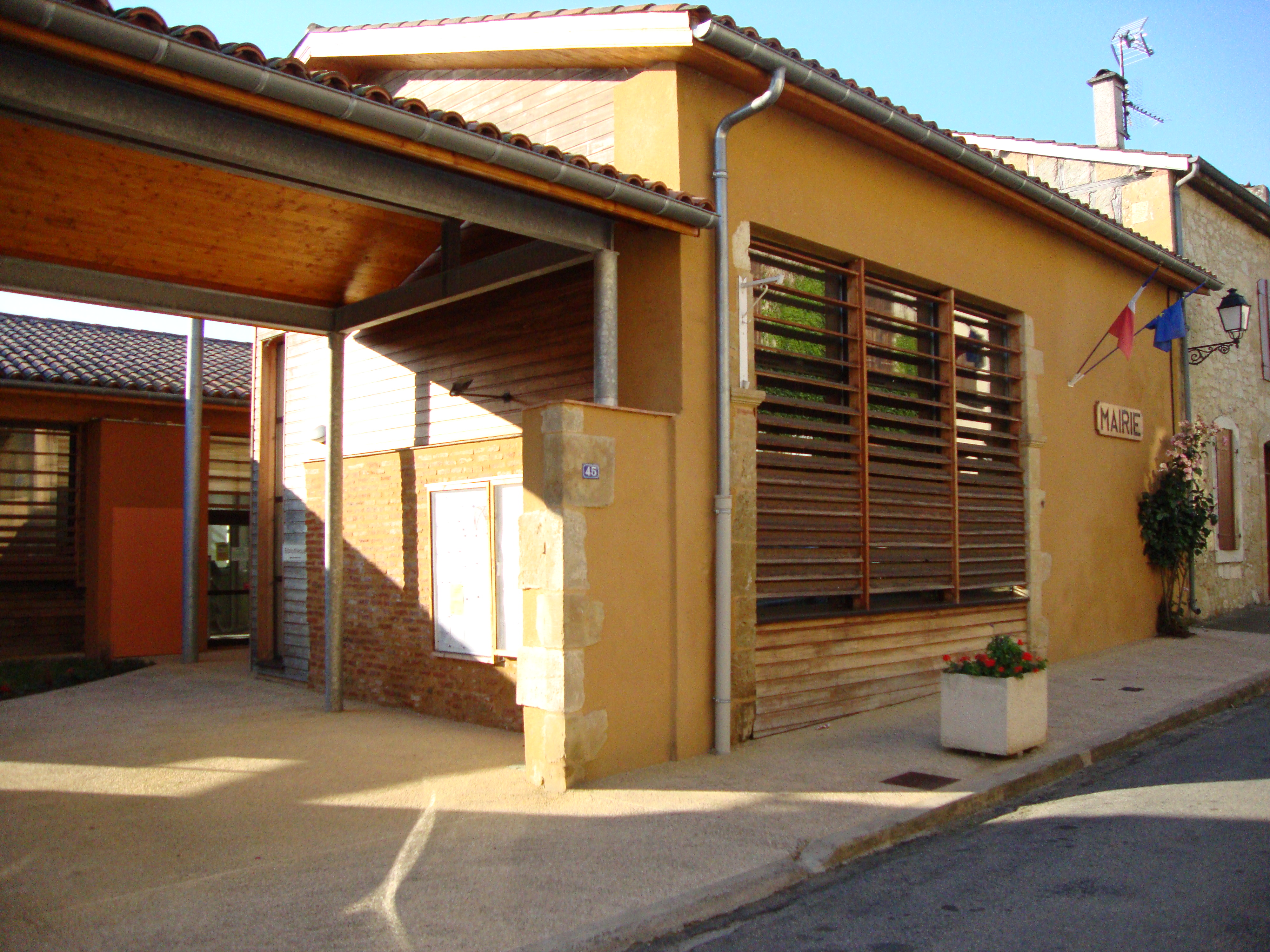
Gemeentehuis
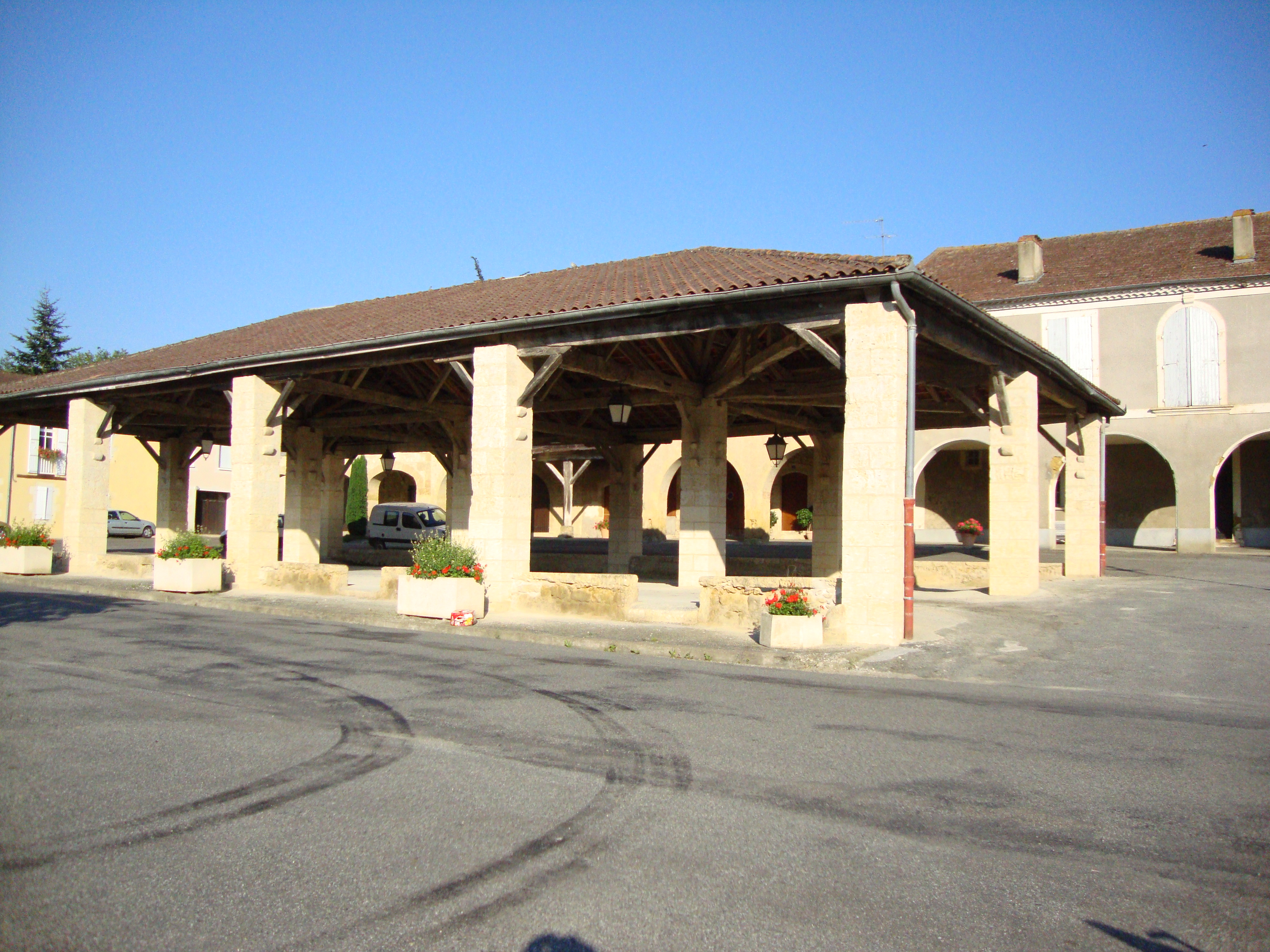
Markthal
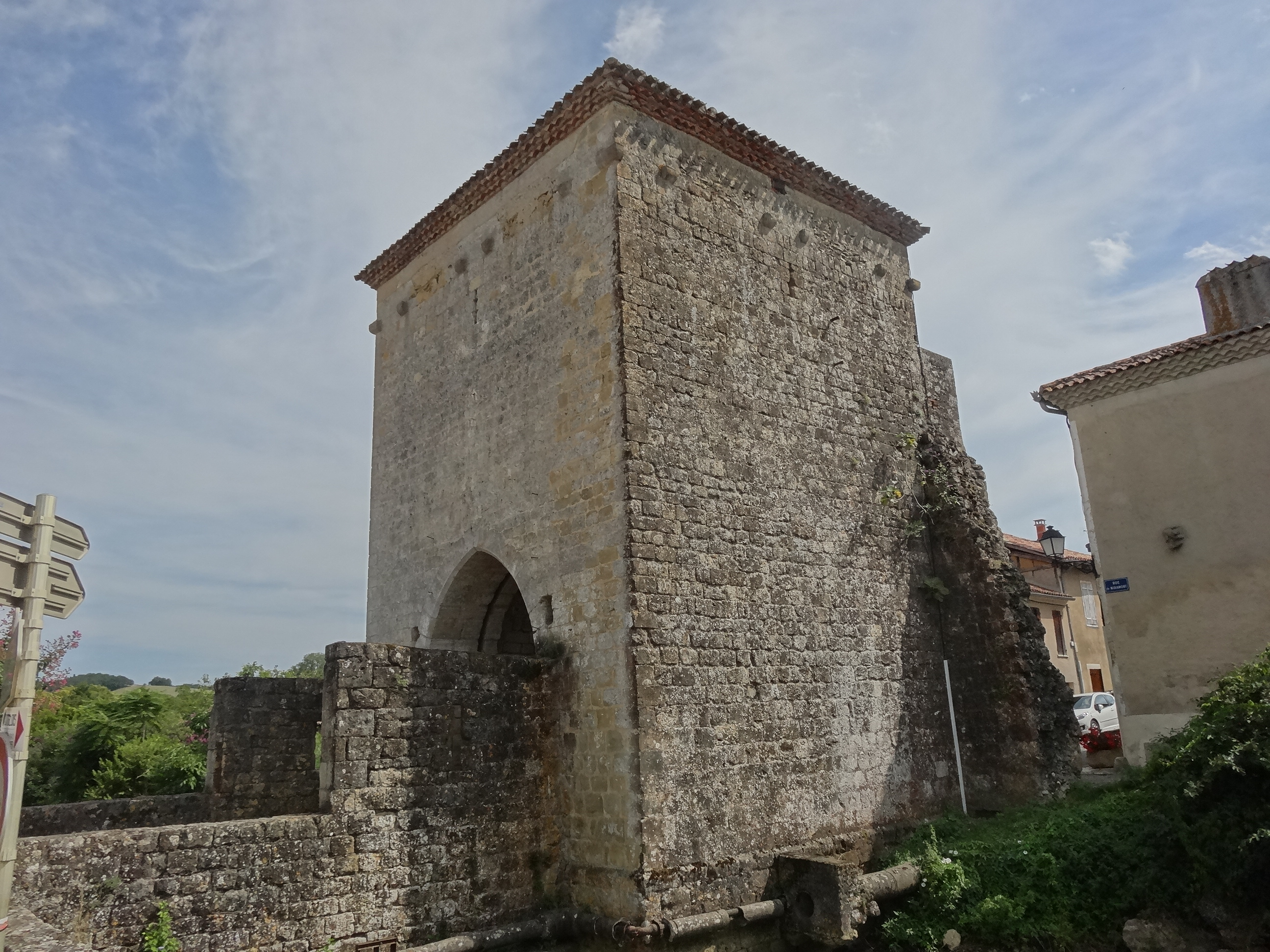
Stadspoort met brug
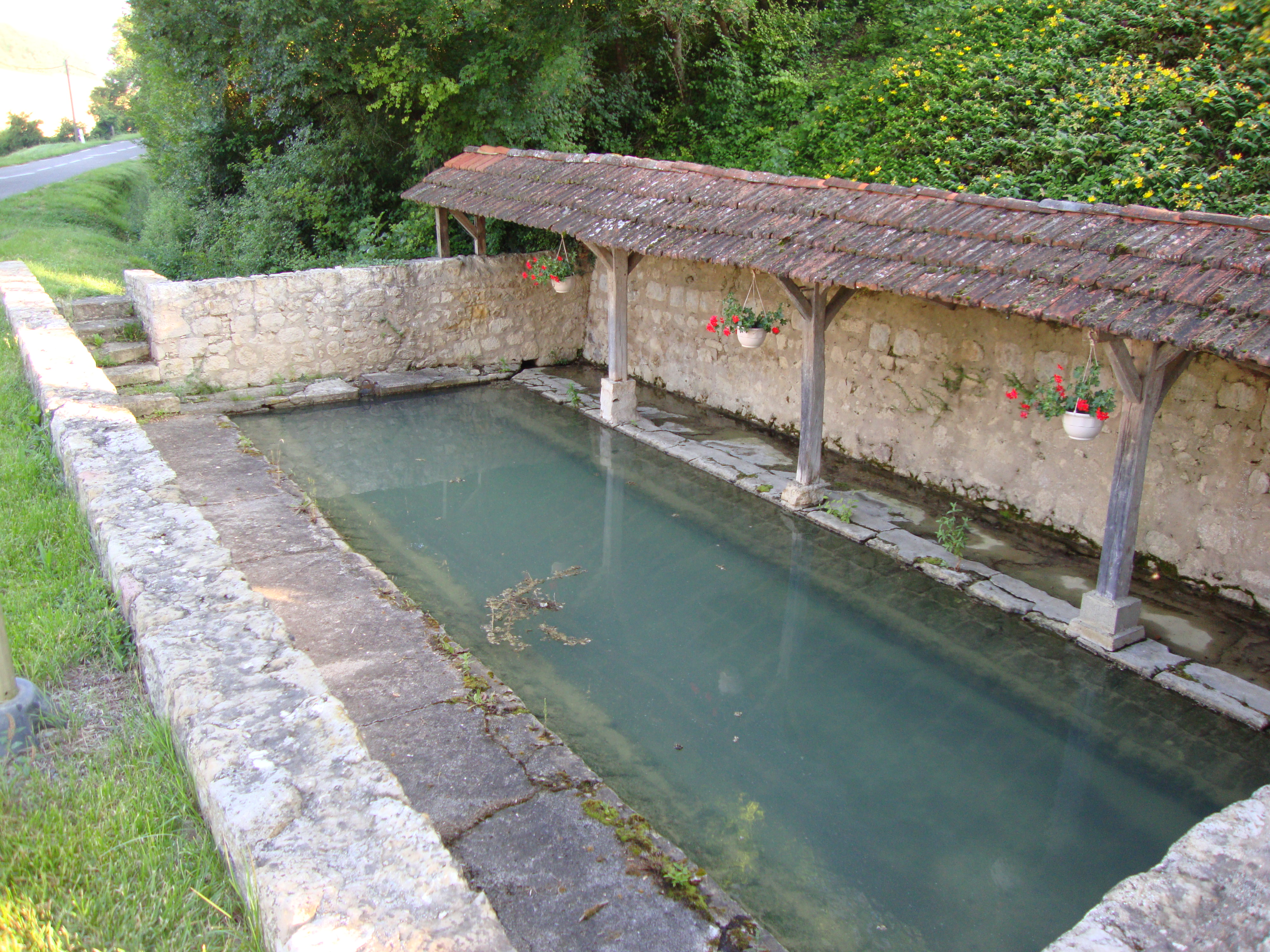
Lavoir (openbare wasplaats)